# سفارة الصين لدى السعودية
سفارة الصين لدى السعودية هي الممثلية الدبلوماسية العليا لدولة الصين لدى المملكة العربية السعودية. تقع السفارة في حي السفارات في الرياض.